# Герои Социалистического Труда Адыгеи
Список жителей Адыгеи, родившихся или проживавших на территории нынешней Адыгеи, удостоенных звания Герой Социалистического Труда.

## Список по алфавиту

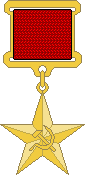
Золотая медаль «Серп и Молот» — вручалась Героям Социалистического Труда

1. Антонец, Фёдор Игнатьевич[1][2] (1906 — 28.06.1986, Дондуковская) — Директор Гиагинской МТС Гиагинского района Адыгейской автономной области (ныне — Республики Адыгея)	(06.05.1948)
2. Астапеева, Елена Ивановна	(16.05.1918, Гиагинская — 24.06.2002, Северо-Восточные Сады)	Звеньевая колхоза «Красный садовод» Майкопского района Адыгейской автономной области (ныне — Республики Адыгея)	(06.05.1948)
3. Ашинов, Якуб Нухович[1] (10.01.1929—20.02.1995) — звеньевой колхоза имени Ленина Теучежского района Адыгейской автономной области (ныне — Республики Адыгея)	(23.06.1966)
4. Балло Николай Егорович[1] (03.09.1929 — 03.07.2014), c 1935 года жил в Адыгейской автономной области (ныне — Республики Адыгея), на «целине»- Комбайнёр-тракторист совхоза имени Димитрова Кустанайского района Кустанайской области 23.06.1966
5. Беликова, Вера Яковлевна[1] (1909—1976) — Звеньевая совхоза «Чехрак» Министерства сельского хозяйства СССР, Кошехабльский район Адыгейской автономной области (ныне — Республики Адыгея)	19.05.1948
6. Бирамов Мосс Джанхотович (07.05.1912-09.09.1990) Комбайнёр Южно-Хуторской МТС Успенского района Краснодарского края 27.02.1951[3].
7. Бородуля, Михаил Иванович	(1913—1993)	Бригадир тракторной бригады Гиагинской МТС Гиагинского района Адыгейской автономной области (ныне — Республики Адыгея) 24.02.1948
8. Вечерский, Михаил Иванович (30.10.1919 — 07.07.1999)	Управляющий отделением совхоза «Труд» Гиагинского района Адыгейской автономной области	(ныне — Республики Адыгея) 30.04.1966
9. Ганиев, Исмут Мустафович	(11.06.1914 — 19.09.1986) Бригадир тракторной бригады Тахтамукайской МТС Адыгейской автономной области (ныне — Республики Адыгея) 24.02.1948
10. Головченко Василий Иванович (23.04.1920 — 17.03.2014) механник-водитель САУ Герой Советского Союза  (24.3.1945) Комбайнёр Старо-Титаровской МТС Темрюкского района Краснодарского края Герой Социалистического Труда 20.05.1952. (В период учёбы Ханском сельхоз техникуме ныне Лицей № 2 Республики Адыгея)
11. Гузин, Пётр Адамович (1901 — ????)	Председатель колхоза «Гигант» Тульского района Адыгейской автономной области (ныне — Республики Адыгея)	06.05.1948
12. Делов, Алий Харунович	(15.05.1915 Урупский — 16.10.1990 Майкоп) Паровозный машинист депо Армавир Северо-Кавказской железной дороги	05.11.1943
13. Енамукова, Кунац Сафарбиевна	(урождённая Дагужиева) (12.05.1940, Егерухай — 15.04.2009, Майкоп) Звеньевая колхоза «Путь к коммунизму» Кошехабльского района Адыгейской автономной области	(ныне — Республики Адыгея) 30.04.1966
14. Ененко, Татьяна Васильевна (1910,Северо-Восточные Сады — 1981, Небит-Даг Туркменская ССР)	Звеньевая колхоза «Красный садовод» Тульского района Адыгейской автономной области (ныне — Республики Адыгея) (06.05.1948)
15. Жарокова, Нюся Исхаковна	(08.03.1939 — 15.03.1987)	Доярка колхоза имени Шовгенова Шовгеновского района Адыгейской автономной области Краснодарского края	(ныне — Республики Адыгея) 06.09.1973
16. Зуева, Антонина Илларионовна (Улитина)[4]	(10.11.1925 — 15.12.2015)	Звеньевая колхоза «Гигант» Тульского района района Адыгейской автономной области (ныне — Республики Адыгея) 06.05.1948
17. Иванов, Михаил Григорьевич	(28.09.1909 — 31.05.1981) — Директор Майкопской МТС Адыгейской автономной области (ныне — Республики Адыгея)	06.05.1948
18. Ивахнова, Мария Тимофеевна	род. 1924	Рабочая Насакиральского совхоза Министерства сельского хозяйства СССР, Махарадзевский район Грузинской ССР	01.09.1951, птичница Майкопского совхоза № 10
19. Ивлева, Татьяна Ивановна	(8.01.1908, Майкоп — 21.4.1983, Одесса)[5], — звеньевая колхоза имени Димитрова Майкопского района Адыгейской автономной области	(06.05.1948)
20. Косцов, Павел Антонович	22.06.1921 — 10.10.1982	После войны работал председателем колхоза в станице Ханская (ныне — города Майкоп Республики Адыгея. — Главный агроном опытно-семеноводческого хозяйства «Березанское» Всесоюзного научно-исследовательского института масличных культур, Кореновский район Краснодарского края	30.04.1966
21. Котляренко, Михаил Григорьевич	(22.02.1904 Оситняжка Кировоградской области Украины — 10.02.1985 Еленовское Красногвардейского района Адыгеи)	Проходчик шахты № 10 комбината «Кузбассуголь» Министерства угольной промышленности восточных районов СССР, Кемеровская область	28.08.1948
22. Кофанова Екатерина Филипповна (Мамаева)[6] (12.02.1924 — 08.01.2012)	Звеньевая колхоза имени Чкалова Ключевского района Алтайского края (затем — рабочая совхоза «Заря» Шовгеновского района Адыгейской автономной области) (ныне — Республики Адыгея).	04.03.1948
23. Кутенова, Мария Петровна (06.05.1928–10.06.2005)	Бригадир виноградарского совхоза имени Молотова Министерства пищевой промышленности СССР, Анапский район Краснодарского края. Окончила Майкопский сельскохозяйственный техникум в 1948 году. Указ ПВС 28.08.1951.
24. Линников Георгий Кириллович[7] (1903, Гиагинская Кубанской области ныне — Республики Адыгея — 19??) Бригадир тракторно-полеводческой бригады Бидаикского совхоза Кзылтуского района Кокчетавской области 11.01.1957
25. Лысенко, Любовь Кирилловна	(23.10.1921 — 27.03.1990)	Звеньевая колхоза «Родина» Красногвардейского района Адыгейской автономной области	(ныне — Республики Адыгея) 30.04.1966
26. Марещенков, Пётр Григорьевич	(28.06.1935 — 01.12.2024)  Буровой мастер конторы бурения № 1 объединения «Сахалиннефть» Министерства нефтедобывающей промышленности СССР, гор. Южно-Сахалинск Сахалинской области	23.05.1966. с 1979 года работал в управлении буровых работ в городе Майкоп (ныне — Республики Адыгея)
27. Меретуков, Аслан Ахмедович (10.10.1936 — 17.12.2004)	Звеньевой колхоза имени XXII съезда КПСС Шовгеновского района Адыгейской автономной области	(ныне — Республики Адыгея) 08.04.1971
28. Моргунов, Григорий Иванович	1915—1995	Комбайнёр Майкопской МТС Адыгейской автономной области	(ныне — Республики Адыгея) 17.07.1951
29. Мордяк Алексей Пантелеймонович 1910 — ???? Комбайнёр Восточной МТС Ленинградского района Краснодарского края 20.05.1952. (Жил в (Гиагинском районе ?)
30. Наконечный, Захар Гаврилович	(22.08.1912 — 15.02.1993)	Бригадир тракторной бригады Гиагинской МТС Адыгейской автономной области	(ныне — Республики Адыгея) 24.02.1948
31. Никитенко, Дарья Павловна	(1912, станица Михайловская — ????)	Звеньевая совхоза «Чехрак» Министерства сельского хозяйства СССР, Кошехабльский район Адыгейской автономной области	(ныне — Республики Адыгея) (19.05.1948)
32. Озеров, Виктор Иванович (24.02.1929, Гиагинская — 21.07.2018, Краснодар) Мастер по сложным работам треста «Краснодарнефтеразведка» объединения «Краснодарнефтегаз» Министерства нефтедобывающей промышленности СССР, Краснодарский край. 23.05.1966 нефтепром[8]
33. Остапенко, Николай Иванович (Герой Социалистического Труда)	(13.12.1924 — 04.01.2007)	Генеральный директор Майкопского производственного мебельно-деревообрабатывающего объединения «Дружба» Министерства лесной и деревообрабатывающей промышленности СССР (10.03.1976)
34. Пасечников, Алексей Васильевич (05.10.1902 — 13.01.1974) Бригадир колхоза имени Кирова Майкопского района Адыгейской автономной области	(ныне — Республики Адыгея) 06.05.1948
35. Першин, Зиновий Аристархович 1900—1980	Директор совхоза «Чехрак» Министерства сельского хозяйства СССР, Кошехабльский район Адыгейской автономной области (ныне — Республики Адыгея) 19.05.1948
36. Поляниченко, Александр Яковлевич	1911 — ????	Старший механик Майкопской МТС Адыгейской автономной области (ныне — Республики Адыгея)	06.05.1948
37. Полянский, Иван Тихонович	(15.05.1909 — 25.03.1989)	Комбайнёр Майкопской МТС Адыгейской автономной области	(ныне — Республики Адыгея) (17.07.1951)
38. Пшизов, Пшимаф Гисович	(1915 — 26.05.1996)	Директор совхоза «Чехрак» Кошехабльского района Адыгейской автономной области (ныне — Республики Адыгея) 30.04.1966
39. Романов Михаил Фёдорович (07.11.1899 — 28.12.1984) Старший агроном Майкопской МТС Адыгейской автономной области (ныне — Республики Адыгея)	06.05.1948
40. Сапруненко, Таисия Михайловна	(25.10.1923 - 2005)	Звеньевая колхоза имени Димитрова Майкопского района Адыгейской автономной области	(ныне — Республики Адыгея) (06.04.1948)
41. Седин Иван Корнеевич (25.05.1906 Кужорская Тульского района — 03.01.1972 Москва) Министр текстильной промышленности СССР, гор. Москва 24.01.1944
42. Синиченко, Мария Михайловна	(1912, аул Хакуринохабль Адыгея — ????)- Звеньевая семеноводческого совхоза «Кубань» Министерства совхозов СССР, Гулькевичский район Краснодарского края (06.04.1948)
43. Сиюхов, Аслан Мосович 	(14.05.1939, Хакуринохабль — 2.11.2024, Хакуринохабль) — Звеньевой колхоза имени XXII съезда КПСС Шовгеновского района Адыгейской автономной области	(ныне — Республики Адыгея) 23.12.1976
44. Срибнова, Валентина Ивановна (возможно Варвара Абрамовна) (1929, с. Онишки Оржицкого района-19.06.2010) пос. Яблоновский Тахтамукайский район Республика Адыгея Герой Социалистического Труда Колхозница колхоза имени Берия Зугдидского района Грузинской ССР (01.09.1951)[9]
45. Тен, Сергей Васильевич 08.1919 - 24.01.1987 — бригадир колхоза имени Микояна Нижне-Чирчикского района Ташкентской области, Узбекская ССР. Похоронен в Майкопе.
46. Тхайцухов, Юрий Хаджиметович	18.02.1928 — 2007	Председатель колхоза «Россия» Гиагинского района Адыгейской автономной области (ныне — Республики Адыгея)	07.12.1973
47. Фурсов, Иван Андреевич 1914 — 02.12.1995	Бригадир тракторной бригады Гиагинской МТС Гиагинского района Адыгейской автономной области (ныне — Республики Адыгея) 24.02.1948
48. Хурай, Сафет Шугайбовна (Шаззо)[10]	(09.04.1937- 16.07.2003)	Звеньевая комсомольско-молодёжного звена колхоза «Путь Ильича» Теучежского района Адыгейской автономной области	(ныне — Республики Адыгея) 07.03.1960
49. Цыганков Тимофей Пантелеевич (1910 — 18.06.1981) Бригадир тракторной бригады Майкопской МТС Майкопского района Адыгейской автономной области (ныне Республики Адыгея) 06.05.1948
50. Чамоков, Асланчерий Хаджумарович	08.05.1908 — 09.09.1982	Директор племенного птицеводческого совхоза «Майкопский» Майкопского района (ныне — Республики Адыгея)	08.04.1971
51. Чистяков, Константин Николаевич	(1928—14.10.2022)	Директор совхоза «Балаирский» Талицкого района Свердловской области	22.03.1966, главный зоотехник Майкопского племенного птицесовхоза.
52. Шинкорёва, Елена Павловна	(1908—1988, Краснодар)	Звеньевая совхоза «Чехрак» Министерства сельского хозяйства СССР, Кошехабльский район (ныне — Республики Адыгея)	(19.05.1948)
53. Щеблыкин Павел Яковлевич (31.05.1927 - 06.09.2013) Буровой мастер Шатлыкского управления буровых работ объединения «Туркменгазпром» Министерства газовой промышленности СССР, Марыйская область 12.05.1977 Проживал в Тахатамукайском районе. В Тахтамукае установлен скульптурный портрет[11].
54. Якшина, Любовь Стефановна	(20.05.1928, Медвежка — 20.09.1997, Красногвардейское	Бригадир колхоза «Родина» Красногвардейского района (ныне — Республики Адыгея)	08.04.1971
55. Янок, Исхак Ибрагимович (5 ноября 1927 — 17 марта 2003) Бригадир колхоза «Октябрь» Теучежского района (ныне — Республики Адыгея)	23.06.1966